# Pleurodeles poireti
Pleurodeles poireti is een salamandersoort uit de familie van de echte salamanders (Salamandridae).
De wetenschappelijke naam werd voor het eerst geldig gepubliceerd in 1835 door Paul Gervais, als Triton poireti. De naam is een eerbetoon aan de Franse botanicus Jean Louis Marie Poiret, die tijdens zijn ontdekkingsreis van 1785 en 1786 in Barbarije het dier had verzameld en geïdentificeerd als een halsbandhagedis, Lacerta Palustris.
Pleurodeles poireti komt voor in de kuststreek in het noorden van Algerije, meer bepaald op het schiereiland van het Edough-massief. Het dier wordt tot ca. 17,5 cm lang. Het leeft op het land maar plant zich voort in water, in vijvers, sloten en langzaam stromende rivieren. Het wordt door de IUCN beschouwd als een bedreigde diersoort omdat zijn habitat bedreigd wordt door de oprukkende urbanisatie, landbouw en vervuiling. Broedplaatsen aan de kust van Tunesië zijn verdwenen door de bouw van resorts en golfbanen.